# آبشار سنت آنتونی

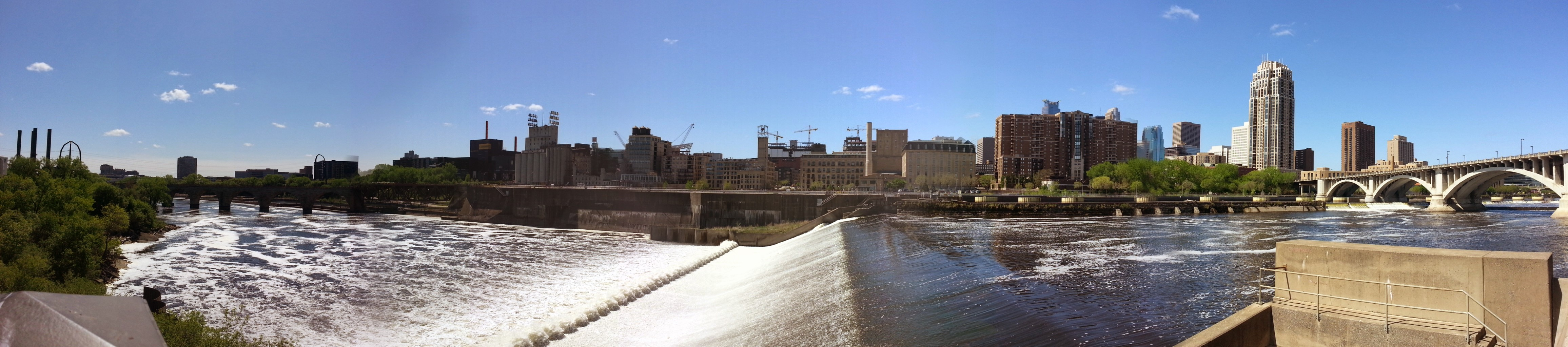
سراسرنمای سد سنت آنتونی بر روی رودخانه میسیسیپی از سمت شرقی سد.

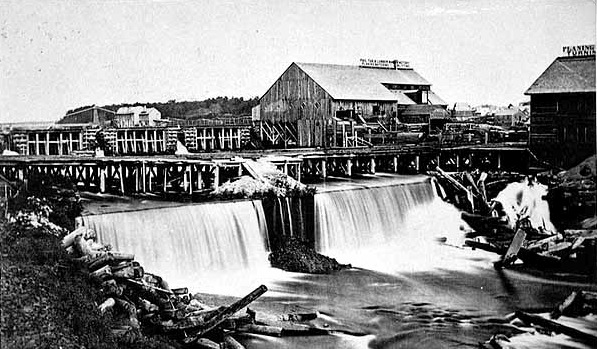
آبشار سنت آنتونی پیش از فروریختن، ۱۸۶۰.

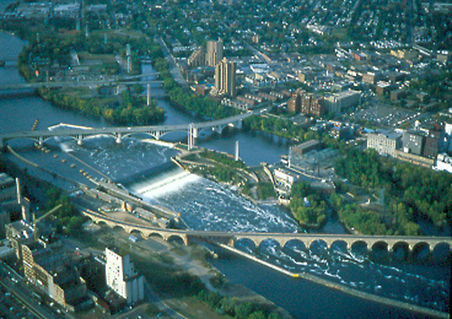
عکس هوایی از آبشار سنت آنتونی (سد و دریچه کشتیرانی).

آبشار سنت آنتونی تنها آبشار طبیعی بر روی رود میسیسیپی بود که در سال ۱۸۶۹ فروریخت. پس از فروریختن این آبشار برای جلوگیری از پیشروی آن یک سد بتونی در مقابل آن ساخته شد. در دهه‌های ۱۹۵۰ و ۱۹۶۰ دریچه‌هایی نیز به این سد افزوده شد تا امکان کشتیرانی تا بالادست رودخانه میسیسیپی فراهم آید.
نام این آبشار از آنتونیوی لیسبونی کشیش کاتولیک ایتالیایی گرفته شده‌است. این آبشار نقطه تولد شهر پیشین آنتونی و شهر مینیاپولیس است تا سال ۱۸۷۲ که دو شهر به هم پیوستند تا قطب اقتصادی صنعت آسیاب به وجود آید. بطوریکه از ۱۸۸۰ تا ۱۹۳۰ شهر میناپولیس پایتخت آسیاب آرد دنیا نامیده می‌شد.

## نگارخانه

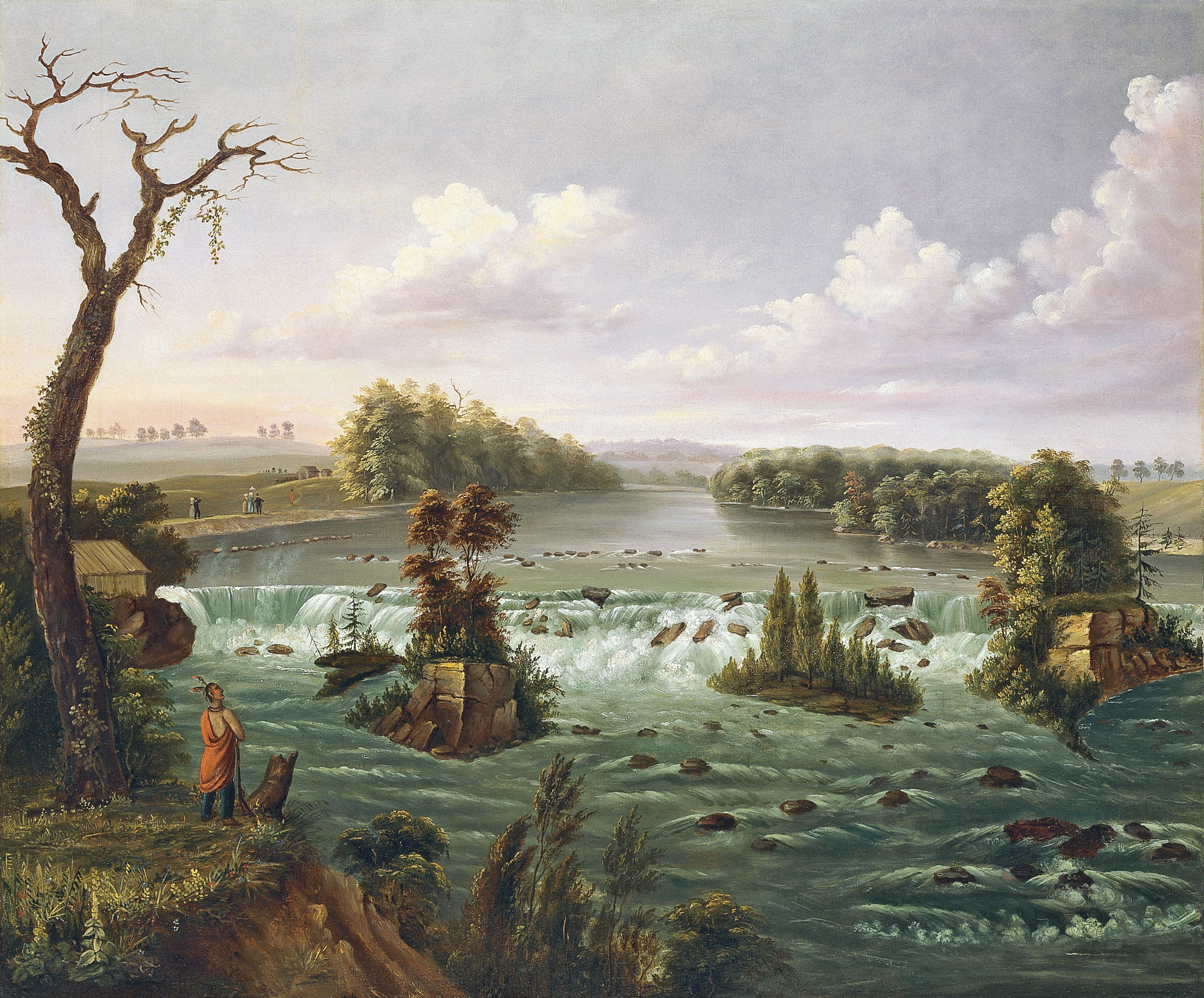
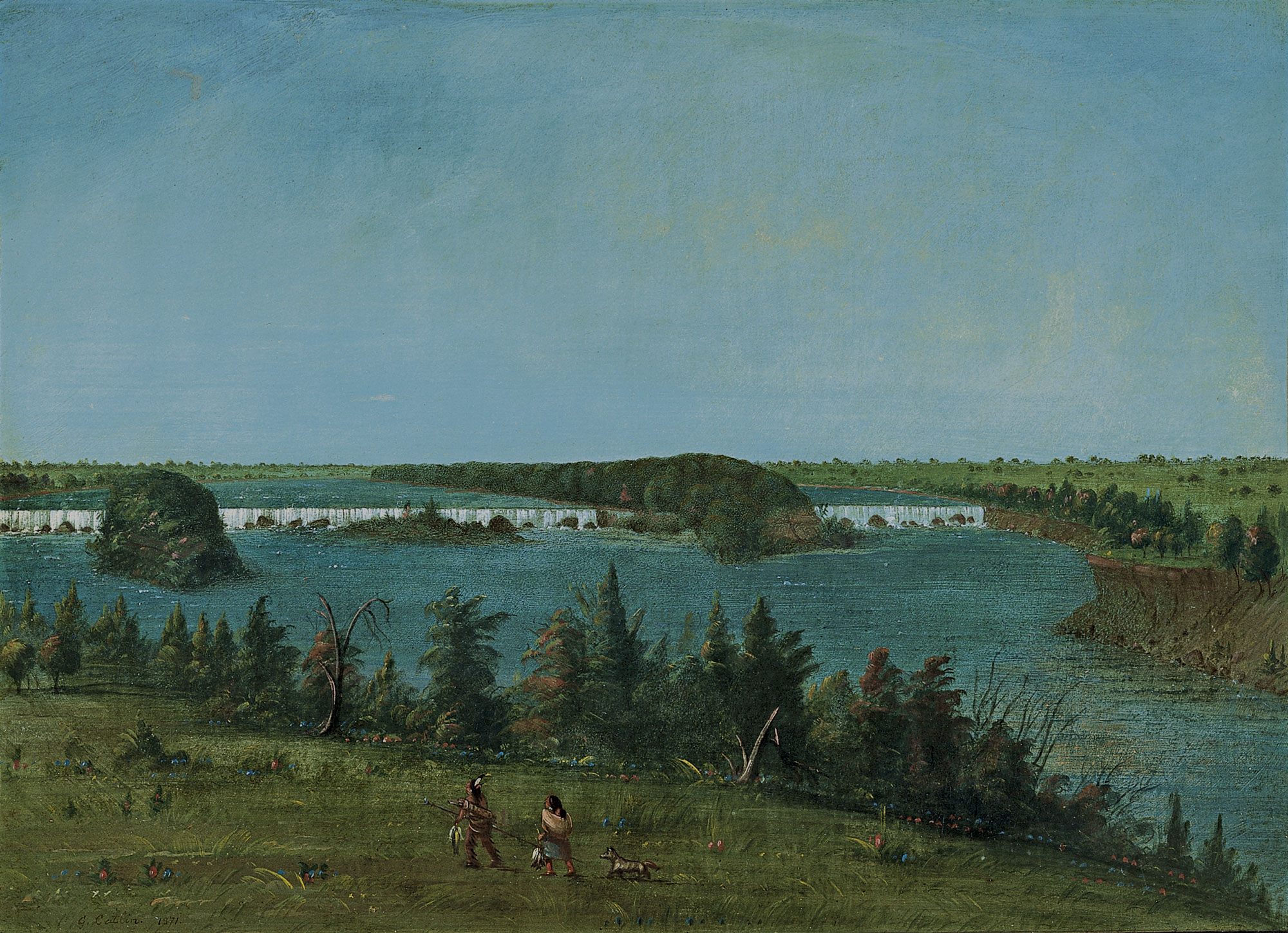